# Liste von Adlerbrunnen
In dieser Liste sind Adlerbrunnen aufgeführt, also Brunnen im öffentlichen Raum, die Adler zum Thema haben.

## Deutschland
| Bezeichnung                     | Bild           | Standort                                               | Bundesland          | Künstler                            | Errichtung Einweihung | Weitere Informationen                                                  |
| ------------------------------- | -------------- | ------------------------------------------------------ | ------------------- | ----------------------------------- | --------------------- | ---------------------------------------------------------------------- |
| Rathausbrunnen                  |                | Annweiler am Trifels                                   | Rheinland-Pfalz     |                                     |                       |                                                                        |
| Dreiröhrenbrunnen               |                | Bad Dürkheim, Ortsteil Grethen (Lage)                  | Rheinland-Pfalz     |                                     | 1980                  |                                                                        |
| Adlerbrunnen (Bad Wimpfen)      | weitere Bilder | Bad Wimpfen, Hauptstraße 70 (Lage)                     | Baden-Württemberg   |                                     |                       | Siehe auch Liste der Kulturdenkmale in Bad Wimpfen#Bad Wimpfen am Berg |
| Adlerbrunnen (Bamberg)          | weitere Bilder | Bamberg, Karolinenstraße (Obere Brücke) (Lage)         | Bayern              |                                     |                       |                                                                        |
| Lifesaver                       | weitere Bilder | Duisburg, Königstraße (Lage)                           | Nordrhein-Westfalen | Niki de Saint Phalle, Jean Tinguely | 1993                  |                                                                        |
| Adlerbrunnen (Goslar)           | weitere Bilder | Goslar, Marktplatz (Lage)                              | Niedersachsen       |                                     |                       |                                                                        |
| Adlerbrunnen (Nordhausen)       | weitere Bilder | Nordhausen, am Markt (Lage)                            | Thüringen           | Gerd Mackensen                      |                       |                                                                        |
| Adlerbrunnen (Regensburg)       | weitere Bilder | Regensburg, Domplatz (Lage)                            | Bayern              |                                     |                       | Siehe auch Liste der Baudenkmäler in Regensburg-Zentrum                |
| Adlerbrunnen (Wangen im Allgäu) | weitere Bilder | Wangen im Allgäu, Altstadt, vor Herrenstraße 31 (Lage) | Baden-Württemberg   |                                     |                       | Siehe auch Liste der Kulturdenkmale in der Wangener Altstadt           |

## Weitere
| Bezeichnung         | Bild           | Standort                                  | Staat      | Künstler | Errichtung Einweihung | Weitere Informationen |
| ------------------- | -------------- | ----------------------------------------- | ---------- | -------- | --------------------- | --------------------- |
| Adlerbrunnen (Rust) | weitere Bilder | Rust (Burgenland), am Rathausplatz (Lage) | Österreich |          |                       |                       |